# Boekbanden en omslagen ontworpen door Hendrik Petrus Berlage

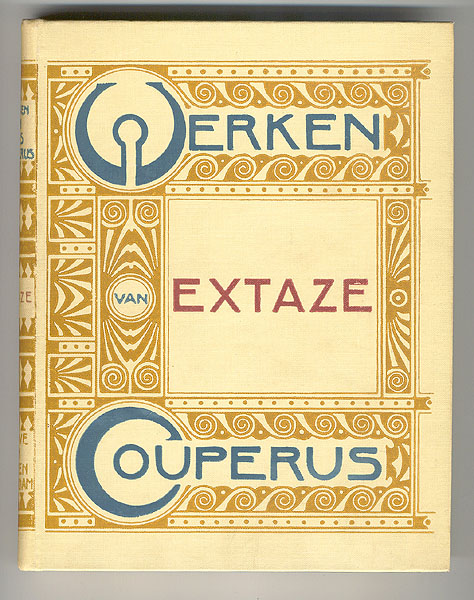
Boekband van Hendrik Petrus Berlage voor uitgeverij L.J. Veen (1905)

Er bestaan verschillende boekbanden en omslagen ontworpen door Hendrik Petrus Berlage.
Hendrik Petrus Berlage (Amsterdam, 21 februari 1856 – Den Haag, 12 augustus 1934) was een invloedrijk Nederlands architect en stedenbouwkundige. Daarnaast was hij graficus en boekbandontwerper.
Buiten zijn boekbanden en omslagen werkte Berlage ook mee aan de belangrijke uitgave: Joost van den Vondel. Gijsbrecht van Aemstel. D'ondergang van sijn stad en sijn ballingschap. Treurspel. Met een inleiding van L. Simons. Met 6 toneel-decoratie-ontwerpen en een plattegrond van Amsterdam door H.P. Berlage. Muziek van Bernhard Zweers. Boek-versieringen van Antoon Derkinderen. Haarlem, De Erven F. Bohn. 1893. 
Voor de plattegrond en de toneel-decoraties tekende Berlage symbolisch versierde randen. Het boek werd in afleveringen tussen 1884 en 1901 in de handel gebracht. Ernst Braches geeft in zijn boek: Nieuwe Kunst en het boek. Een studie in Art Nouveau een zeer uitvoerige beschrijving over de totstandkoming van dit voor de Nederlandse boekkunst zo belangrijk boekwerk. 
Hieronder een aantal van de boeken en tijdschriften waarvoor Berlage de band, omslag en de illustraties ontwierp.
- Louis Couperus, Wereldvrede, band, 1895
- Gedenkboek Opening van den Delagoabaai-spoorweg, band, titelpagina, hoofdstuk-titels en  illustraties, 1895
- Hélène Swarth, Rouwviolen, 1895 bladmuziek-omslag
- Weekblad v.d. Algemeene Nederlandschen Diamantbewerkersbond, 1895 titelhoofd
- Louis Couperus, Hooge troeven, 1896 band
- Vulkaan. Titelhoofd voor tijdschrift, 1896
- Amsterdamsche Studenten Almanak, 1896 bandontwerp
- Maandschrift voor vercieringskunst, omslag, 1896 en 1897
- Amsterdamsch Jaarboekje, 1897 band
- In Memoriam Johannes Brahms, omslag programmaboekje, 1897
- De Jonge Kunst, ca.1900 omslagontwerp
- Beatrice Webb, Geschiedenis van het Britsche vakvereenigingswezen, band, 1900
- Onze Kunst. Tijdschriftomslagen, 1902 en 1904 (twee uitvoeringen)
- Over Stijl in Bouw- en Meubelkunst, 1904 bandontwerp
- Louis Couperus, Verzamelde werken van Couperus, serieband, 1905 (Zie afb. Extase)
- De Beweging. Tijdschriftomslag, 1905-1919
- Grundlagen  der Entwicklung der Architectur, 1908 omslagschets
- Studies over bouwkunst, Stijl en Samenleving, 1910 bandontwerp
- Beschouwingen over Bouwkunst en hare Ontwikkeling, 1911 bandontwerp
- Laurens van der Waals, 24 schetsen van H.P. Berlage. Zwervende en reizende toch thuis. Band en illustraties, 1948